# Saint Pancras

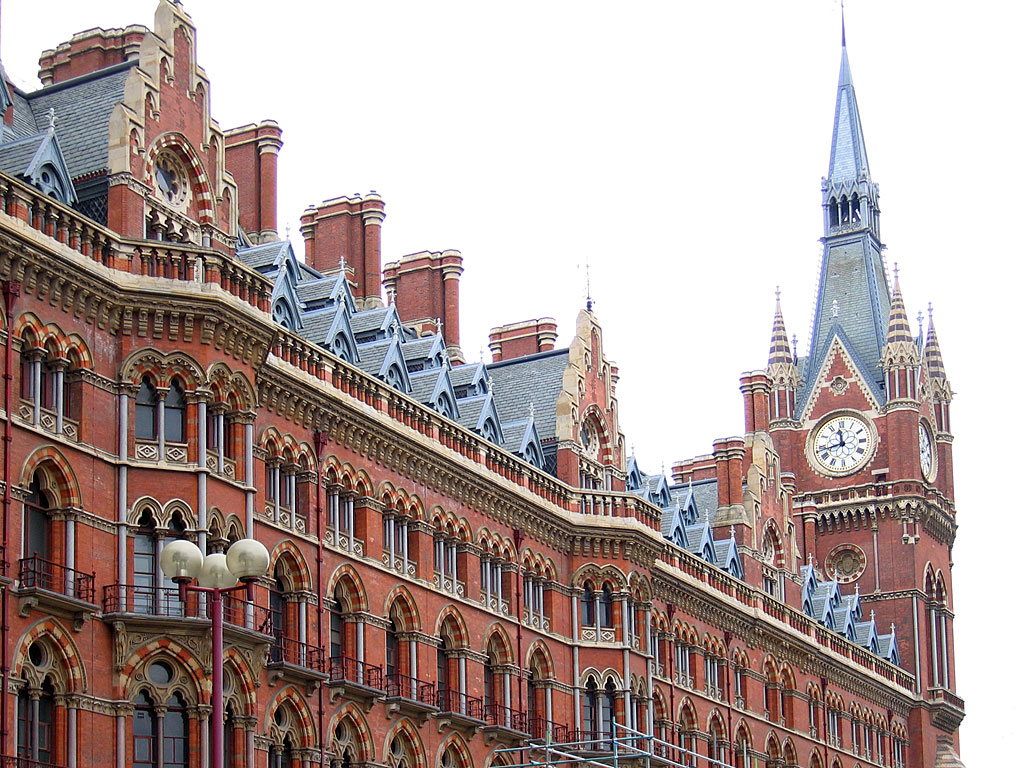
Exterior de l'estació de Saint Pancras

Saint Pancras és una estació de ferrocarril al districte de Camden, al nord de Londres, entre l'edifici de la nova Biblioteca Britànica a l'oest i l'estació King's Cross a l'est. És la capçalera sud de la Midland Main Line i el principal punt de partida des de Londres dels serveis ferroviaris cap a East Midlands, cap a Sheffield via Leicester i cap a altres parts de Yorkshire.

## Serveis nacionals

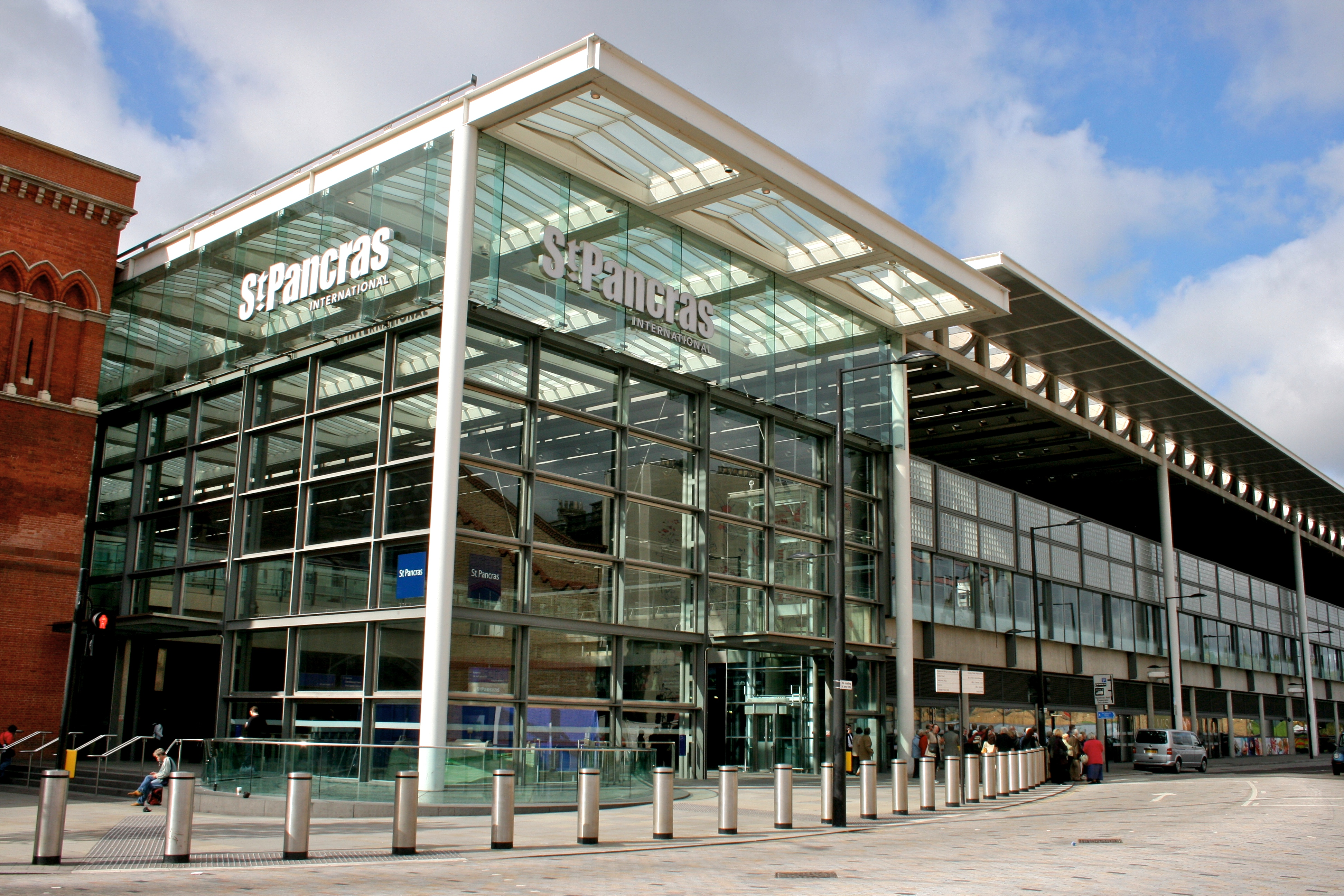

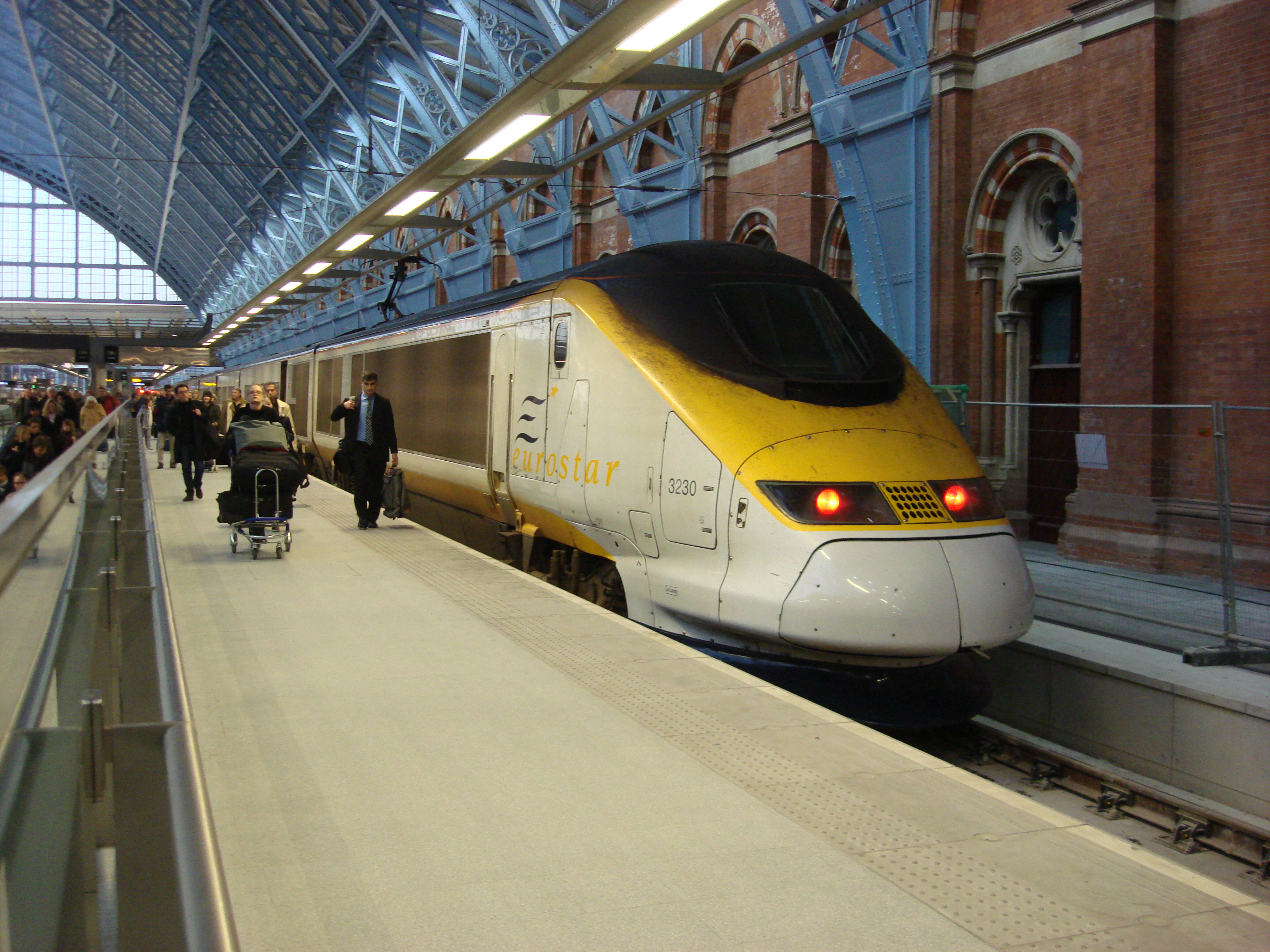
Eurostar

St Pancras és la capçalera de la Midland Main Line, serveis ferroviaris operats per Midland Mainline amb rutes a les regions de East Midlands i Yorkshire, incloent Luton, Bedford, Kettering, Wellingborough, Market Harborough, Leicester, Loughborough, Beeston, Nottingham, Long Eaton, Derby, Chesterfield i Sheffield.

## Serveis internacionals
L'edifici principal s'utilitza com a capçalera dels serveis de trens Eurostar des del 14 de novembre de 2007, data de finalització de la nova infraestructura ferroviària denominada “High Speed 1” o “HS1”. El CTRL és una línia ferroviària d'alta velocitat que uneix Londres amb l'extrem britànic de l'Eurotúnel.

## Remodelació de l'estació
Simultàniament a la construcció del CTRL es va sotmetre a l'edifici de l'estació a un procés de renovació, ja que es transformaria en la terminal londinenca dels serveis ferroviaris d'alta velocitat.
Els responsables de l'estació, construïda en 1868, van presentar el dimecres 14 de novembre de 2007 les noves instal·lacions, des de les quals parteixen els trens d'alta velocitat Eurostar.
Per al nou Saint Pancras, l'artista britànic Paul Day, qui resideix en França i és autor del monument londinenc que recorda el desenvolupament de la Segona Guerra Mundial en Gran Bretanya, ha dissenyat una escultura de bronze de nou metres d'altura en la qual es pot veure besant-se a una parella de joves enamorats. L'escultura reflectirà la idea de lloc de trobada entre persones.

## Curiositats
La seva façana gòtica apareix en la saga de pel·lícules de Harry Potter com si es tractés de King's Cross, estació veïna però menys cridanera arquitectònicament, que en la història és d'on parteix l'Exprés de Hogwarts.
També va acollir el rodatge del videoclip de la cançó Wannabe de les Spice Girls.